# Cuộc săn lợn rừng Calydon

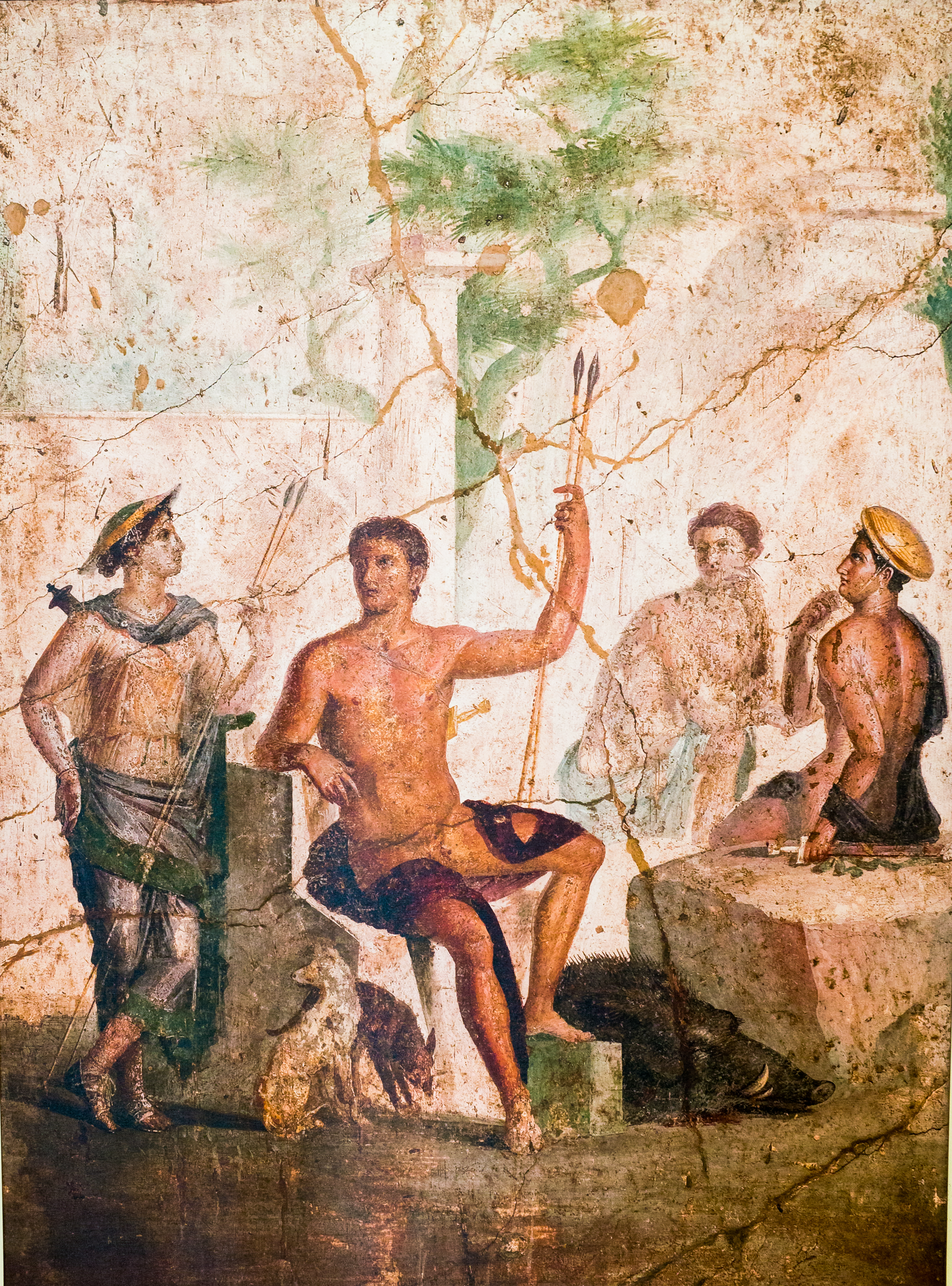
Meleager (ngồi trên một phiến đá, cầm 2 mũi tên) và Atalanta (đứng bên cạnh Meleager) đang nghỉ ngơi sau cuộc săn lợn rừng Calydon. Bức bích hoạ cổ ở Pompeii.

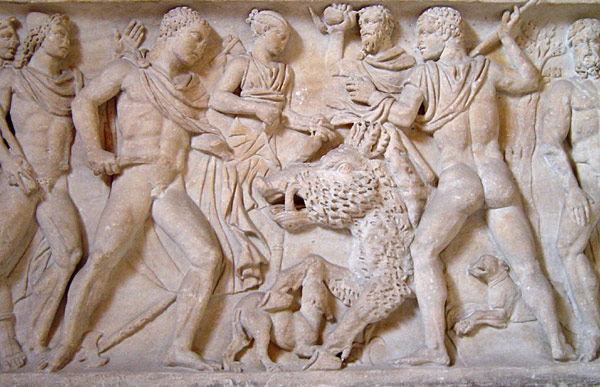
Phù điêu khắc cuộc săn lợn rừng Calydon (Bảo tàng Ashmolean, Oxford)

Cuộc săn lợn rừng Calydon là một cuộc phiêu lưu anh hùng vĩ đại trong truyền thuyết Hy Lạp. Cuộc phiêu lưu này diễn ra vào thế hệ trước khi chiến tranh thành Troy xảy ra và cùng thế hệ với cuộc hành trình của các thuỷ thủ Argonaut. Mục đích của cuộc đi ăn là để giết con lợn rừng Calydon (hay còn gọi là lợn rừng Aetolian),  do nữ thần Artemis thả xuống trần thế để phá hoại thành Calydon ở Aetolia. Artemis làm vậy nhằm trừng phạt vua Oeneus đã quên vinh danh cô trong một lễ tế thần. Những người tham gia cuộc đi săn bao gồm nhiều anh hùng Hy Lạp và Meleager là người thủ lĩnh dẫn đầu. Trong hầu hết các tài liệu, người ta đều cho rằng nữ anh hùng Atalanta là người đầu tiên khiến con lợn bị thương bằng việc bắn mũi tên vào nó, nên được Meleager thưởng tấm da lợn. Điều này khiến nhiều người đàn ông khác tham gia cuộc đi săn phẫn nộ rồi sau đó dẫn đến một cuộc xung đột thảm kịch.

## Nguồn

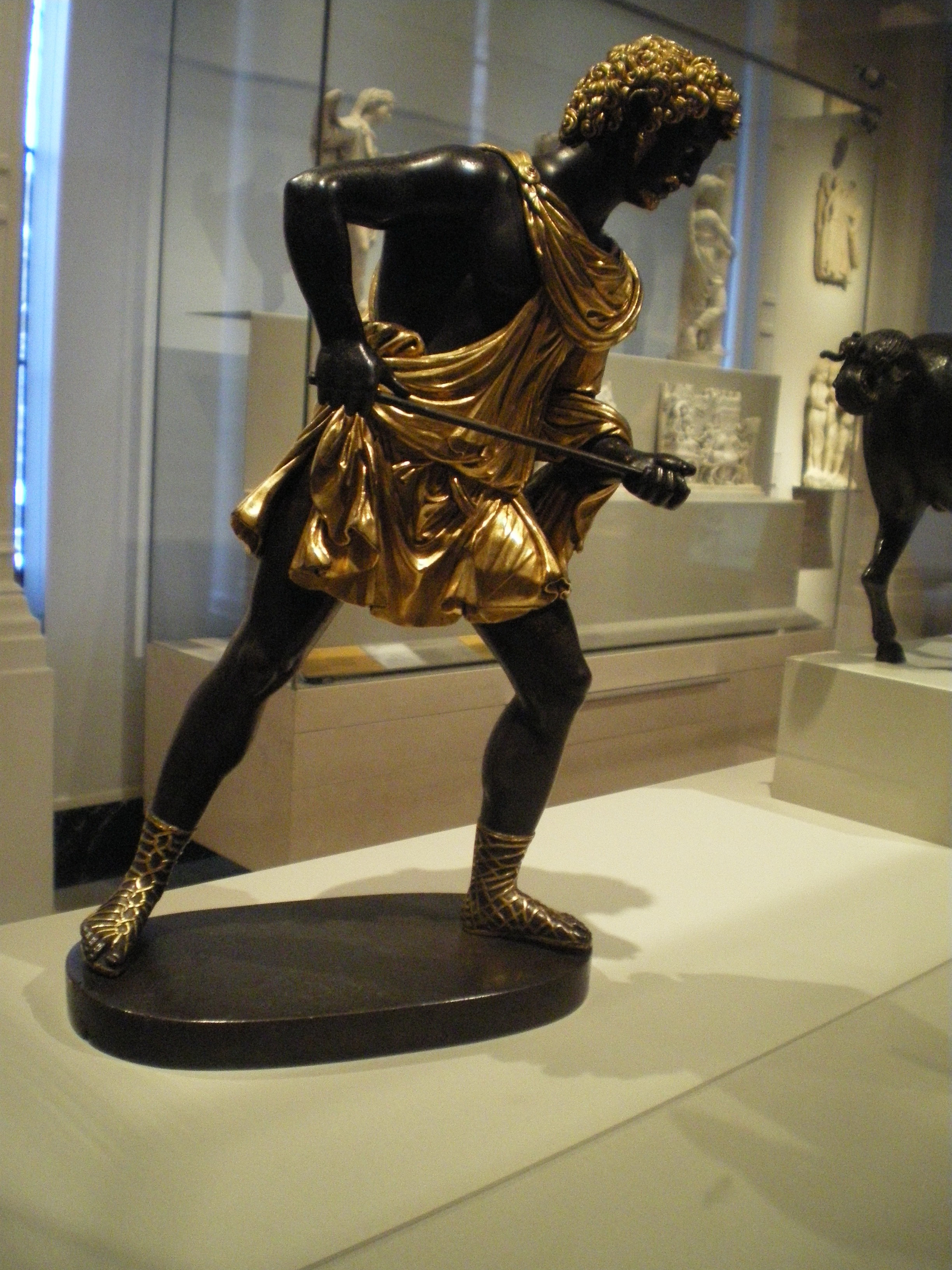
Meleager, một trong những người đi săn. Cây lao của anh bị gãy và con lợn rừng biến mất (Bảo tàng Victoria và Albert).

## Thần thoại

### Những người tham gia cuộc săn lợn rừng
Theo sử thi Illiad, những người anh hùng tham gia cuộc săn lợn rừng được triệu tập từ khắp đất nước Hy Lạp. Bacchylides để Meleager mô tả bản thân và những người tham gia cuộc đi săn còn lại là "những người giỏi nhất trong những người Hellenes".
| Anh hùng                       | Paus. | Hyg. | Ovid | Apd. | Chú thích |
| ------------------------------ | ----- | ---- | ---- | ---- | --- |
| Acastus                        |       |      | ✓    |      | [ 8 ] |
| Admetus                        |       | ✓    | ✓    | ✓    | Con trai của Pheres, đến từ Pherae. |
| Alcon (con trai của Hippocoon) |       | ✓    |      |      | Là một trong ba người con trai của Hippocoon đến từ Amyclae, theo Hyginus.                                                                                    |
| Alcon (con trai của Ares)      |       | ✓    |      |      | Con trai của thần Ares đến từ Thrace. |
| Amphiaraus                     | ✓     |      | ✓    | ✓    | Con trai của Oicles, đến từ Argos. |
| Ancaeus                        | ✓     | ✓    | ✓    | ✓    | Con trai của Lycurgus đến từ Arcadia. Anh chết do con lợn rừng gây ra.                                                                                        |
| Asclepius                      |       | ✓    |      |      | Con trai của Apollo. |
| Atalanta                       | ✓     | ✓    | ✓    | ✓    | Con gái Schoeneus, đến từ Arcadia. |
| Caeneus                        |       | ✓    | ✓    |      | Con trai của Elatus; Ovid chú thích rằng Caeneus "đầu tiên là một người đàn bà sau đó là một người đàn ông".                                                  |
| Castor                         | ✓     | ✓    | ✓    | ✓    | Con trai của Zeus và Leda, đến từ Lacedaemon. |
| Cepheus                        |       |      |      | ✓    | Con trai của Lycurgus và là anh trai của Ancaeus. |
| Cometes                        | ✓     |      |      |      | Con trai của Thestius và là chú ruột của Meleager. |
| Cteatus                        |       |      | ✓    |      | Một trong hay người con trai của Actor, anh/em trai của Eurytus.                                                                                              |
| Deucalion                      |       | ✓    |      |      | Con trai của Minos. |
| Dryas thành Calydon            |       | ✓    | ✓    | ✓    | Con trai của Ares (Hyginus lại chú thích anh là "con trai của Iapetus").                                                                                      |
| Echion                         |       | ✓    | ✓    |      | Một trong những thuỷ thủ Argonaut, con trai của Hermes và Antianeira, anh /em trai của Erytusson; Ovid đề cập anh là "người đầu tiên ném ngọn giáo của mình". |
| Enaesimus                      |       | ✓    |      |      | Một trong ba người con trai của Hippocoon đến từ Amyclae, theo Hyginus.                                                                                       |
| Epochus                        | ✓     |      |      |      | |
| Euphemus                       |       | ✓    |      |      | Con trai của Poseidon. |
| Eurypylus                      |       |      |      | ✓    | Một trong những người con trai của Thestius, theo Apollodorus.                                                                                                |
| Eurytion                       |       |      | ✓    | ✓    | Vô tình bị mũi lao của Peleus bắn trúng nên chết. |
| Eurytus (con trai của Hermes)  |       | ✓    |      |      | |
| Eurytus (con trai của Actor)   |       |      | ✓    |      | Một trong hai người con trai của Actor, anh/em trai của Cteatus.                                                                                              |
| Evippus                        |       |      |      | ✓    | Một trong những người con trai của Thestius, theo Apollodorus.                                                                                                |
| Hippalmus                      |       |      | ✓    |      | Cùng với Pelagon, bị con lợn rừng tấn công. |
| Hippasus                       |       | ✓    | ✓    |      | Con trai của Eurytus thành Oechalia. |
| Hippothous                     | ✓     | ✓    | ✓    |      | Con trai của Kerkyon. |
| Hyleus                         |       | ✓    | ✓    |      | |
| Idas                           |       | ✓    | ✓    | ✓    | Con trai của Aphareus, đến từ Messene; anh/em trai của Lynceus.                                                                                               |
| Iolaus                         | ✓     | ✓    | ✓    |      | Con trai của Iphicles và là cháu của Heracles. |
| Iphicles                       |       |      |      | ✓    | Con trai của Amphitryon đến từ thành Thebes, người anh em sinh đôi của Heracles (người không tham gia cuộc săn lợn rừng).                                     |
| Iphiclus                       |       |      |      | ✓    | Một trong những người con trai của Thestius, theo Apollodorus.                                                                                                |
| Ischepolis                     | ✓     |      |      |      | Con trai của Alcathous. |
| Jason                          |       | ✓    | ✓    | ✓    | Con trai của Aeson, đến từ Iolkos. |
| Laertes                        |       | ✓    | ✓    |      | Con trai của Arcesius và là cha của Odysseus; |
| Lelex                          |       |      | ✓    |      | |
| Leucippus                      |       | ✓    | ✓    |      | Một trong ba người con trai của Hippocoon đến từ Amyclae, theo Hyginus.                                                                                       |
| Lynceus                        |       | ✓    | ✓    | ✓    | Con trai của Aphareus, đến từ Messenia và là anh/em trai của Idas.                                                                                            |
| Meleager                       | ✓     | ✓    | ✓    | ✓    | Con trai của vua Oeneus. |
| Mopsus                         |       | ✓    | ✓    |      | Con trai của Ampycus. |
| Nestor                         |       |      | ✓    |      | |
| Panopeus                       |       |      | ✓    |      | |
| Pelagon                        |       |      | ✓    |      | Cùng với Hippalmus, bị tấn công bởi con lợn rừng. |
| Peleus                         | ✓     | ✓    | ✓    | ✓    | Con trai của Aiakos và là cha của Achilles, đến từ thành Phthia.                                                                                              |
| Phoenix                        |       | ✓    | ✓    |      | Con trai của Amyntor và là bạn đồng hành của Achilles. |
| Phyleus                        |       |      | ✓    |      | Đến từ Elis. |
| Pirithous                      | ✓     |      | ✓    | ✓    | Con trai của Ixion, đến từ Larissa và là bạn của Theseus. |
| Plexippus                      |       | ✓    | ✓    | ✓    | Một trong những người con trai của Thestius, theo Ovid và Apollodorus.                                                                                        |
| Polydeuces                     | ✓     | ✓    | ✓    | ✓    | |
| Prothous                       | ✓     |      |      |      | |
| Telamon                        | ✓     | ✓    | ✓    | ✓    | Con trai của Aeacus. |
| Theseus                        | ✓     | ✓    | ✓    | ✓    | |
| Toxeus                         |       |      | ✓    |      | Một trong những người con trai của Thestius, theo Ovid. |